# Pichanal
Pichanal är en ort i Argentina.   Den ligger i provinsen Salta, i den norra delen av landet, 1 400 km norr om huvudstaden Buenos Aires. Pichanal ligger 307 meter över havet och antalet invånare är 30 903.
Terrängen runt Pichanal är platt. Pichanal är det största samhället i trakten.
I omgivningarna runt Pichanal växer i huvudsak lövfällande lövskog. Runt Pichanal är det glesbefolkat, med 11 invånare per kvadratkilometer.